# ممدوح ابوعبید
ممدوح ابوعبید (انگلیسی: Mamdouh Abouebaid؛ زادهٔ ۱ ژانویهٔ ۱۹۸۸) بازیکن هندبال اهل مصر است.